# Batalla de Antioquía del Meandro
La batalla de Antioquía del Meandro, también conocida como batalla de Alaşehir, fue un enfrentamiento militar cerca de Antioquía del Meandro entre las fuerzas del Imperio de Nicea y el sultanato selyúcida de Rüm. La derrota turca aseguró la hegemonía de Nicea en la costa egea de Asia Menor. El sultán selyúcida, Kaikosru I, fue asesinado en el campo de batalla.

## Antecedentes
Luego de la caída de Constantinopla ante las fuerzas de la Cuarta Cruzada (1204) y la división del Imperio bizantino el sultán selyúcida de Rüm, Kaikosru I, había dado asilo al antiguo emperador bizantino Alejo III Ángelo. El sultán utilizó el pretexto de ayudar a Alejo para ponerlo de nuevo en el poder atacando a Teodoro I Láscaris, coronado emperador en 1208, que había construido una base de poder en el antiguo territorio bizantino del oeste de Anatolia. Este nuevo sistema de gobierno llegaría a conocerse como el Imperio de Nicea, aunque sus emperadores siempre afirmaron ser los legítimos «emperadores de los romanos» (emperador bizantino). Habiendo fracasado en convencer a Teodoro de abdicar en favor de Alejo, el sultán invadió el territorio de Teodoro en la primavera de 1211.

## La batalla

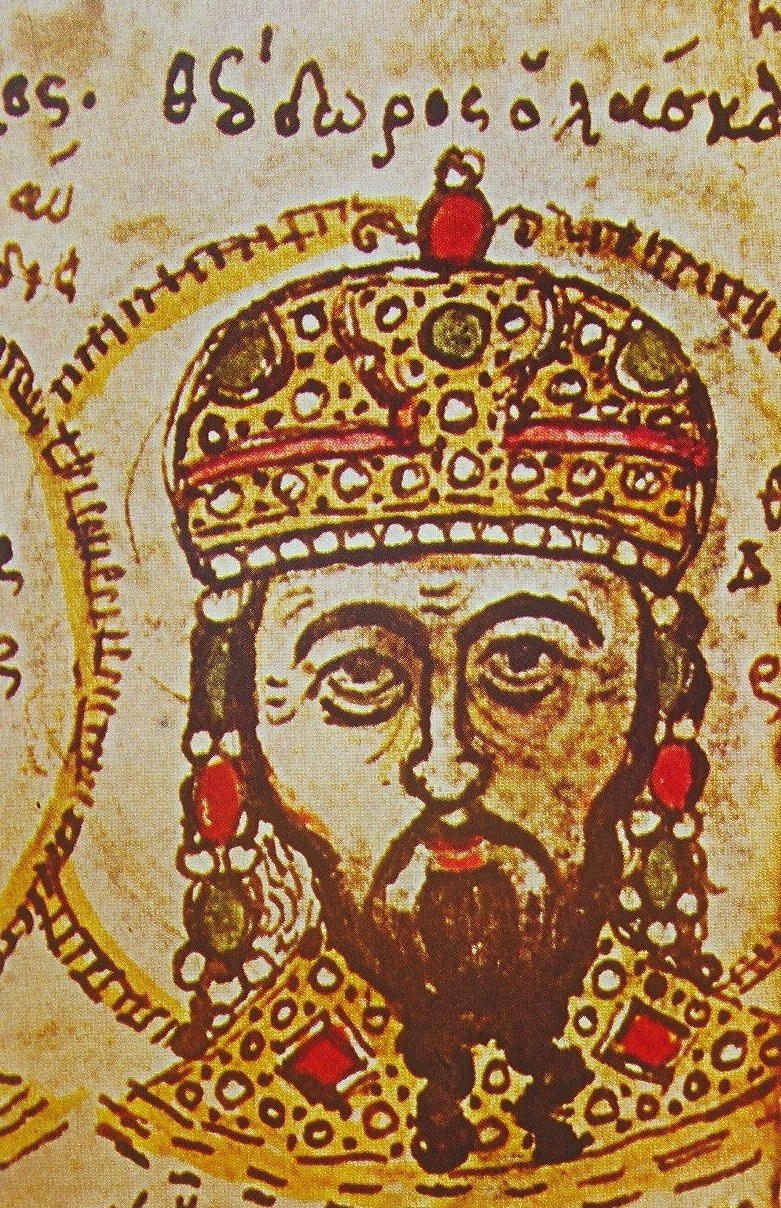
Ilustración del Emperador Teodoro I Láscaris.

Kaikosru I iba a pagar un alto precio por su invasión, ya que fue derrotado y muerto en una batalla en el valle del Meandro, cerca de Antioquía del Meandro. El ejército selyúcida fue inicialmente victorioso contra los 800 jinetes mercenarios latinos de Láscaris, quienes se llevaron la peor parte en víctimas debido a su carga impetuosa, y una vez agotado su esfuerzo, los latinos fueron atacados en el flanco y la retaguardia de las fuerzas selyúcidas. Sin embargo, las tropas selyúcidas se detuvieron para saquear el campamento niceno, permitiendo que las fuerzas de Teodoro se reagrupen y contraatacaran a los desorganizados turcos. Teodoro buscó a Kaikosru I y lo confrontó en combate singular, causándole la muerte. Las fuerzas selyúcidas fueron derrotadas y el antiguo emperador Alejo, el suegro de Láscaris, fue capturado durante la batalla y posteriormente encarcelado, terminando sus días recluido en un monasterio. Después de la batalla, los turcos llevaron el cadáver de su sultán de nuevo a Konya donde fue enterrado en el mausoleo dinástico.

## Consecuencias
La lucha liberó a Nicea de la presión de los selyúcidas, pero el ejército de Láscaris había sufrido muchas bajas. En particular, su muy efectiva caballería mercenaria latina había sido casi destruida. Como resultado, Láscaris insuficientemente podía defender su territorio de un ataque del Imperio Latino y tuvo que ceder parte de su territorio que bordeaba el mar de Mármara. Sin embargo, la victoria le dio prestigio a Láscaris y la captura de Alejo terminó la oposición interna a su gobierno. La batalla fue el último encuentro importante entre los selyúcidas y los bizantinos. Finalmente, los selyúcidas no pudieron tomar toda Asia Menor. Sin embargo, aunque el Imperio de Nicea se fortalecía a costa de los latinos y los selyúcidas se debilitaban, los turcos, bajo el liderazgo otomano finalmente conquistaron el Asia Menor bizantina poco más de 100 años después.